# Trickster

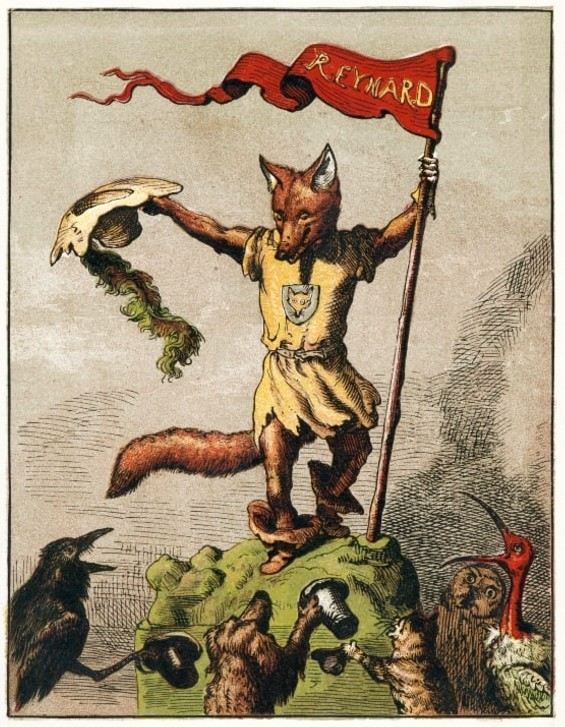
Esempio di trickster è la figura della volpe Renart, raffigurata in un libro per ragazzi da Michel Rodange.

Nella mitologia, nella religione e nello studio del folclore il trickster (traducibile approssimativamente con "imbroglione" o "truffatore") è un personaggio, uomo, donna o animale antropomorfo, vorace, abile nell'inganno e caratterizzato da una condotta amorale, al di fuori delle regole convenzionali. Questa figura liminale e ambigua ha spesso nei miti un ruolo altrettanto importante di quello delle classiche divinità o personaggi, aventi invece una funzione precisa e determinata.
Lewis Hyde nel suo saggio Trickster Makes the World, definisce una divinità ingannevole che rappresenta la "paradossale categoria dell'amoralità sacra". E ancora:
Tra gli animali/personaggi che in miti e leggende sono considerati ingannevoli nelle varie culture si ricordano il coyote, la volpe, il ragno, la lepre, il corvo (vedi Kutkh), il lupo.

## Descrizione
Nel folclore il personaggio appare come uno scaltro mentitore che con pochi lungimiranti sotterfugi riesce a uscire sano e salvo anche dalle situazioni più ingarbugliate (delle quali spesso è artefice), come nella maschera di Pulcinella o nell'ʿIfrīt delle tradizioni arabo-islamiche. In questo differisce dal brigante, poiché la sua attitudine raramente lo porta a notevoli guadagni o cambi radicali di vita; piuttosto le sue furberie sono un contorto lasciapassare per la riuscita di piccoli imbrogli, sia commerciali sia sessuali, che spesso sfociano nella comicità.
Il trickster, spesso un ladro o un folle, è colui che mette in moto cambiamenti imprevedibili nelle storie. Non crea, ma concrea, dando alla creazione aspetti imprevedibili, o, in alternativa, distrugge il mondo conosciuto o l'ordine costituito, creandone uno differente (vedi ad esempio Loki per la tradizione mitologica norrena; Prometeo o Ermes per la cultura greca; Sun Wukong del classico cinese Il viaggio in Occidente). Echi di questa figura si ritrovano negli eroi aristofaneschi i quali appunto condividono con essa il potere di concreare, di plasmare la realtà creandone una nuova secondo la loro volontà. Questa particolare retorica dell'eroe imbroglione costituisce una delle costanti anche dei suoi rappresentanti medievali e moderni.

## Dei e semidei caratterizzati cometrickster
- ʿIfrīt nella cultura araba e islamica
- Lucifero nella religione cristiana
- Ermes, Eris, Prometeo e a volte Dioniso nella mitologia greca. Come mortali abbiamo invece Odisseo (Ulisse) e Sisifo.
- Loki nella mitologia norrena
- Puck nella mitologia celtica
- Veles nella mitologia slava
- Rudra nel vedismo
- Kubera nell'induismo
- Kitsune nella mitologia giapponese
- Kutkh nella mitologia dei popoli dell'estremo oriente russo
- Maui in Polinesia
- Seth ed Iside nella religione egizia
- Anansi nella mitologia akan
- Eshu nella mitologia yoruba
- Legba nella religione fon e nel vudù
- Huehuecoyotl nella mitologia azteca
- Coyote in Nord America
- Kokopelli presso la tribù dei Navajo
- Nanabozho nella cultura degli Ojibwe
- Wakdjunkagao in America
- Corvo in America
- Azeban della tribù americana degli Abenachi